# Вьетнамцы в Китае
Цзин (кит. трад. 京族, пиньинь jīngzú, палл. цзинцзу), нгыой вьет (вьет. người Việt, тьы-ном 𠊛越), нгыой кинь (người Kinh, 𠊛京) — народ, населяющий юго-западные регионы Китайской Народной Республики. Цзин — давние переселенцы из Вьетнама, они являются официально признанным национальным меньшинством. Цзин говорят на вьетнамском, смешанном с юэским и путунхуа. Населяют три острова на вблизи города Дунсин (Фанчэнган, Гуанси-Чжуанский автономный район). В 2000 году народность цзин насчитывала 20 000 человек (это число не включает 36 205 граждан Вьетнама, проживающих в Китае).

## История
Связь с Вьетнамом прослеживается по историям и документам, которые свидетельствуют о том, что цзин перебрались на острова из Дайвьета в XVI веке. Цзин пишут китайскими иероглифами, особой разновидностью тьы-нома.
Из всех цзин 18 700 живут на островах Ваньвэй, Утоу и Шаньсинь в Фанчэнском автономном округе. Около четверти живёт в чжуанских и ханьских поселениях.
В местах проживания цзин субтропическом влажном климате на земле со множеством полезных ископаемых, а в заливе Бэйбу водится множество рыбы — более 700 видов, из которых 200 относятся к ценным. В заливе добывают жемчуг, морских коньков и выдр, которые ценятся в традиционной медицине. Из воды залива выпаривают соль. Цзин выращивают рис, батат, арахис, таро и просо; папайю, бананы, лонган и другие продукты. Полезные ископаемые — железо, титан, магнетит, монацит, кремний. Растущие в изобилии мангровые деревья являются богатым источником танина, важным для кожевенного дела.
Цзин используют собственную письменность, называемую «цзынань», которая была создана на основе китайских иероглифов в XII веке. Большинство цзин говорят также на путунхуа.
Цзин поют антифонные песни, играют на двухструнной скрипке, флейтах, барабанах, гонгах и однострунной скрипке.
Костюм цзинских женщин включает плотно сидящие рубашки без ворота на пуговицах, ромбовидный фартук и широкие чёрные или коричневые штаны. На праздники они надевают светлые платья с узкими рукавами. Носят серьги, чернят зубы. Мужчины носят подпоясанные длинные куртки длиной до колен.
Цзин являются приверженцами буддизма или даосизма, есть немного католиков.
Цзинские праздники — лунно-солнечный Новый год, Праздник чистого света, Праздник драконьих лодок и Праздник середины осени, как китайцы.
Любимая приправа — рыбный соус, пироги с рисом и кунжутом — лакомство.